# Cầu Cửa Lục 3
Cầu Cửa Lục 3 là một cây cầu bắc qua sông Diễn Vọng (vịnh Cửa Lục) tại thành phố Hạ Long, tỉnh Quảng Ninh.
Cầu Cửa Lục 3 và đường dẫn có tổng chiều dài 2.615,82 m. Điểm đầu kết nối với đường tỉnh 337 (đường Trần Phú) tại khu 5 phường Hà Khánh, điểm cuối giao với Quốc lộ 279 tại thôn Chợ, xã Thống Nhất.
Theo thiết kế, cầu chính dài 170 m, kết cấu bê tông cốt thép và bê tông cốt thép dự ứng lực với 3 nhịp liên tục (40x90x40)m bằng bê tông cốt thép dự ứng lực, nhịp chính vòm ống thép nhồi bê tông dài 90 m, rộng 34,1 m, khổ thông thuyền BxH=(40x7)m, tải trọng HL93. Cầu dẫn dầm super T, chiều dài dầm 38,3 m, mặt cầu rộng 34,1 m được thiết kế với 13 nhịp giản đơn. Mặt cầu gồm 6 làn xe, vận tốc thiết kế 60 km/h.
Công trình có tổng mức đầu tư hơn 1.700 tỷ đồng từ ngân sách tỉnh Quảng Ninh, được khởi công xây dựng vào cuối tháng 9 năm 2020. Dự kiến cầu được đưa vào sử dụng từ ngày 2 tháng 9 năm 2022.